# Візьми мене з собою (фільм, 1979)
«Візьми мене з собою» (рос. «Возьми меня с собой») — радянський художній фільм 1979 року, знятий Кіностудією ім. М. Горького.

## Сюжет
Сільська сирітка Дуняша з першої зустрічі полюбила скомороха-бешкетника Митроху. Любов виявилася нещасною, тому що Митроха був нечутливим хамом. За хамство його і вигнали з села. Дуняші стало шкода Митроху — і вона вирішила скласти компанію вигнанцю…

## У ролях
- Олексій Зайцев — Митроха, скоморох
- Людмила Дмитрієва — Дуня
- Світлана Орлова — Олена
- Артур Ніщонкин — боярин Грізні Очі
- Володимир Нікітін — Філат
- Олександр Никифоров — Кавирза
- Роман Філіппов — Афоня
- Микола Горлов — Ярило-скоморох
- Сергій Тарасов — дяк
- Ірбек Кантеміров — керівник цирковими наїзниками
- Микола Аверюшкін — чоловік/розбійник
- Маргарита Жарова — епізод
- Дзембад Хамікоєв — розбійник
- Іван Турченко — скоморох Піскун
- Михайло Бочаров — розбійник
- Олександр Абрамов — розбійник

## Знімальна група
- Режисер — Борис Рицарєв
- Сценаристи — Йосип Ольшанський, Віктор Ольшанський, Борис Рицарєв
- Оператор — Андрій Кирилов
- Композитор — Кирило Волков
- Художник — Ной Сендеров